# 热翁库尔
热翁库尔（法語：Jevoncourt，法語發音：[ʒəvɔ̃kuʁ]）是法国默尔特-摩泽尔省的一个市镇，属于南锡区。

## 地理
热翁库尔（48°24'51"N, 6°10'6"E）面积3.29 平方千米，位于法国大東部大區默尔特-摩泽尔省，该省份为法国东北部内陆省份，是洛林的一部分，北邻比利时、卢森堡，北起顺时针与摩泽尔省、下莱茵省、孚日省和默兹省接壤。
与热翁库尔接壤的市镇（或旧市镇、城区）包括：马东河畔马兰维尔、布拉勒维尔、圣菲尔曼、克西罗库尔。

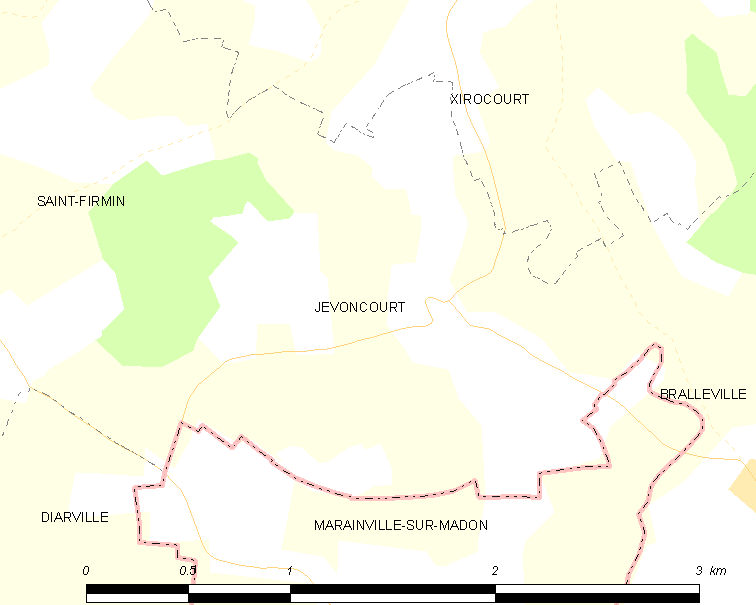
热翁库尔的OSM定位图

热翁库尔的时区为UTC+01:00、UTC+02:00（夏令时）。

## 行政
热翁库尔的邮政编码为54740，INSEE市镇编码为54278。

## 政治
热翁库尔所属的省级选区为梅讷欧桑图瓦县。

## 人口

1962-2008年间热翁库尔人口变化图示

热翁库尔于2022年1月1日时的人口数量为101人。